# Tlumačov (Zlín)
Tlumačov (in tedesco Tlumatschau) è un comune della Repubblica Ceca facente parte del distretto di Zlín, nella regione di Zlín. Occupa un'area di circa 15 km2 e conta, al 2011, 2.429 abitanti.